# المال (أغنية)
المال (بالإنجليزية: Money)‏ أغنية لفريق الروك التقدمي Progressive rock البريطاني بينك فلويد من ألبوم عام 1973 «الجانب المظلم من القمر The Dark Side of the Moon». كتب الأغنية روجر ووترز، وافتتح بها الوجه الثاني من الألبوم الأصلي. صدرت كأغنية منفردة، وأصبحت أول أغنية ناجحة للفريق في الولايات المتحدة، حيث صعدت إلى المركز العاشر في مجلة «كاش بوكس Cash Box»، والمركز الثالث عشر على قائمة بيلبورد هوت 100. أضيف للأغنية مؤثرات صوتية متعلقة بالمال (مثل صوت آلة تسجيل النقدية وجلجلة من العملات المعدنية) التي تُسمع بشكل دوري طوال الأغنية، وفي بداية الأغنية نسمع هذه الأصوات بمفردها.

## طاقم العزف والتسجيل
فريق البينك فلويد
- ديفيد غيلمور: غناء رئيسي وجيتار كهربائي
- روجر ووترز: جيتار باس ومؤثرات صوتية
- ريتشارد رايت: بيانو «ورليتسر» الكهربائي
- نيك ميسن: طبول ومؤثرات صوتية

موسيقي الاستوديو
ديك باري: ساكسفون تينور
إنتاج
- بينك فلويد (المنتجون)
- آلان بارسونز: مهندس الصوت
- بيتر جيمس: مساعد[6][7]

## الخلفية والتسجيل
وصفت الأغنية على أنها بروجريسيف روك (روك متقدم) أو بلوز روك أو أغنية هارد روك.
قال روجر ووترز في الذكرى العشرين لصدور الأغنية: «لقد أثارت أغنية» المال«اهتمامي بشكل كبير، وأتذكر أنني كنت أفكر وأقول: حسنًا، هذا كل شيء وعلى أن أقرر ما إذا كنت اشتراكيًا حقًا أم لا... أجد نفسي ما زلت حريصًا على مجتمع الرفاهية العامة، لقد أصبحت رأسماليًا... عليك أن تقبل ذلك. أتذكر أنني كنت أشتهي سيارة بنتلي بجنون، وكانت الطريقة الوحيدة للحصول على شيء من هذا القبيل، هي من خلال موسيقى الروك أو مراهنات كرة القدم. أنا أريد كل تلك الأشياء المادية».
وصف مهندس الصوت آلان بارسونز تسجيل شريط المؤثرات الصوتية للأغنية: «لقد استخدموا شريط التأثير الصوتي كنوع من أصوات مصاحبة للغناء»، لكن بارسونز قام بتقليل أرتفاع هذه الأصوات تدريجيًا قبل بدء الغناء، ومع تقدم الأغنية، تسارعت الفرقة تدريجيًا في العزف، ولكن لاحقًا، بين المقطع الثاني والساكسفون المنفرد، رفع بارسونز لفترة وجيزة صوت المؤثرات، وبالصدفة فقط، اتضح إنها تناسب الإيقاع. بعد هذه النقطة، لا يتم سماع المؤثرات مرة أخرى.

## استقبال الأغنية
صدر ألبوم بينك فلويد «الجانب المظلم من القمر» في 1 مارس 1973. كانت أغنية «المال» هي الأغنية الوحيدة من الألبوم التي ظهرت في قائمة بيلبورد لأفضل 100 أغنية لعام 1973، حيث احتلت المرتبة 92، وفي عام 2008، صنفت مجلة «عالم الجيتار» أغنية «المال» في المركز 62 في قائمة أفضل 100 أغنية تتضمن عزف منفرد للجيتار، كما احتلت الأغنية المرتبة 69 في قائمة «أعظم 100 أغنية جيتار في كل العصور» حسب مجلة الرولينج ستون. لا تتضمن هذه الأغنية الموضوعات الدائمة التي اعتاد عليها المعجبون من فريق البينك فلويد مثل البارانويا والجنون ومعنى الحياة ومرور الزمن. بدلاً من ذلك، غير البينك فلويد رسالتهم التقليدية بكلمات تنتقد المادية القاسية.

## كلمات الأغنية
المال، ابتعد Money, get away
احصل على وظيفة جيدة بأجر جيد وتصبح بخير Get a good job with good pay and you're okay
المال، إنه غاز Money, it's a gas
اقبض على تلك النقود بكلتا يديك وقم بتخزينها Grab that cash with both hands and make a stash
سيارة جديدة، كافيار، أحلام يقظة ذات أربع نجوم New car, caviar, four star daydream
أعتقد أنني سأشتري فريق كرة قدم Think I'll buy me a football team
المال، ارجع Money, get back
أنا بخير يا جاك، أبعد يديك عن حزمتي I'm all right Jack keep your hands off of my stack
المال، انه صرعة Money, it's a hit
لا تعطيني هذا الهراء الجيد Don't give me that do goody good bullshit
أنا في مجموعة السفر عالية الأوصاف وفي الدرجة الأولى I'm in the high-fidelity first class traveling set
وأعتقد أنني بحاجة إلى طائرة النخبة And I think I need a Lear jet
المال، جريمة Money, it's a crime
شاركه بشكل عادل ولكن لا تأخذ شريحة من فطيرتي Share it fairly but don't take a slice of my pie
المال، كما يقولون Money, so they say
هو أصل كل شر اليوم Is the root of all evil today
ولكن إذا طلبت علاوة، فليس من المستغرب أنهم But if you ask for a raise it's no surprise that they're
لا يمنحونك أي شيء Giving none away, away, away
كنت على حق نعم بالتأكيد I was in the right yes absolutely
أنا بالتأكيد كنت على حق I certainly was in the right
كان ذلك الرجل الغريب يتجول بحثًا عن كدمات That geezer was cruising for a bruising
وو وو... Woo-woo
بلى Yeah
لا أعلم أنني كنت ثملًا حقًا في ذلك الوقت I don't know I was really drunk at the time
كنت فقط أخبره أنه لا يستطيع الوصول إلى المرتبة الثانية I was just telling him he couldn't get into number 2
كان يسأل لماذا لم يصل لذلك بسهولة؟ He was asking why he wasn't coming up on freely
بعد أن كنت أصيح وأصرخ وأخبره لماذا لم يظهر ببساطة After I was yelling and screaming and telling him why he wasn't coming up on freely

## وصلات خارجية
https://www.youtube.com/watch?v=cpbbuaIA3Ds المال (أغنية)
https://www.youtube.com/watch?v=-0kcet4aPpQ المال (أغنية)
https://www.youtube.com/watch?v=Kjgwjh4H7wg المال (أغنية)
https://www.songfacts.com/facts/pink-floyd/money المال (أغنية)
https://www.pinkfloyd.com/ المال (أغنية)